# Coppa COSAFA 2007
La Coppa COSAFA 2007 (2007 COSAFA Cup) fu l'undicesima edizione della Coppa COSAFA, competizione calcistica per nazione organizzata dal Consiglio per le Associazioni Calcistiche dell'Africa del Sud (COSAFA). La competizione si svolse in forma itinerante dal 29 settembre al 24 ottobre 2007 e vide la partecipazione di quattro squadre: Botswana, Mozambico, Sudafrica e Zambia.

## Formula
- Qualificazioni

Zambia (come detentore del titolo) è qualificato direttamente alla fase finale. Rimangono 12 squadre per 3 posti disponibili per la fase finale.
Turno unico - 12 squadre, divise in tre gruppi da quattro squadre, giocano playoff di sola andata. Le vincenti si qualificano alla fase finale.
- Fase finale

Fase a eliminazione diretta - 8 squadre, giocano partite di sola andata. La vincente si laurea campione COSAFA.

## Squadre partecipanti
| Pr. | Squadra   | Data di qualificazione certa | Partecipante in quanto                              | Partecipazioni precedenti al torneo                      | Ultima presenza |
| --- | --------- | ---------------------------- | --------------------------------------------------- | -------------------------------------------------------- | --------------- |
| 1   | Zambia    | -                            | Rappresentativa della nazione detentrice del titolo | 9 (1997, 1998, 1999, 2000, 2001, 2002, 2003, 2005, 2006) | 2006            |
| 2   | Mozambico | 29 aprile 2007               | Vincente del gruppo A della fase di qualificazione  | 6 (1997, 1998, 1999, 2002, 2003, 2004)                   | 2004            |
| 3   | Sudafrica | 27 maggio 2007               | Vincente del gruppo B della fase di qualificazione  | 7 (1999, 2000, 2001, 2002, 2003, 2004, 2005)             | 2005            |
| 4   | Botswana  | 29 luglio 2007               | Vincente del gruppo C della fase di qualificazione  | 3 (2003, 2004, 2006)                                     | 2006            |

Nella sezione "partecipazioni precedenti al torneo", le date in grassetto indicano che la nazione ha vinto quella edizione del torneo, mentre le date in corsivo indicano la nazione ospitante.

## Fase finale

### Fase a eliminazione diretta

#### Tabellone
|  | Semifinali | Semifinali | Semifinali |           |        | Finale | Finale | Finale |  |
|  |            |            |            |           |        |        |        |        |  |
|  | Mozambico  | Mozambico  | 0          |           |        |        |        |        |  |
|  | Mozambico  | Mozambico  | 0          |           |        |        |        |        |  |
|  | Zambia     | Zambia     | 3          |           |        |        |        |        |  |
|  | Zambia     | Zambia     | 3          |           | Zambia | Zambia | 0 (3)  |        |  |
|  |            |            |            |           | Zambia | Zambia | 0 (3)  |        |  |
|  |            |            | Sudafrica  | Sudafrica | 0 (4)  |        |        |        |  |
|  | Sudafrica  | Sudafrica  | Sudafrica  | Sudafrica | 0 (4)  | 1      |        |        |  |
|  | Sudafrica  | Sudafrica  |            |           |        |        |        |        |  |
|  | Botswana   | Botswana   | 0          |           |        |        |        |        |  |

#### Semifinali
| Pretoria 29 settembre 2007                                          | Mozambico | 0 – 3                             | Zambia | Super Stadium |
| \| \| \| \| \| \| Marcatori \| 35’ Chivuta 69’ Mayuka 79’ Njobvu \| |           |                                   |        |               |
|                                                                     |           |                                   |        |               |
|                                                                     | Marcatori | 35’ Chivuta 69’ Mayuka 79’ Njobvu |        |               |

| Pretoria 29 settembre 2007                   | Sudafrica | 1 – 0 | Botswana | Super Stadium |
| \| \| \| \| \| Modise 32’ \| Marcatori \| \| |           |       |          |               |
|                                              |           |       |          |               |
| Modise 32’                                   | Marcatori |       |          |               |

#### Finale
| Arbitro: | Andriamiharisoa |

|                                          |                      |                                      |
| Evans Fanteni Fransman Tshabalala Modise | Tiri di rigore 4 – 3 | Kalaba Bakala Chintu Chamanga Mweene |